# Игроки (опера)
«Игроки́» — неоконченная опера Шостаковича по одноимённой одноактной комедии Гоголя.

## История создания
Шостакович работал над оперой в течение года, с декабря 1941 по ноябрь 1942 гг. Поскольку либретто дословно копировало текст комедии, опера обещала стать весьма протяжённой. Осознав это, Шостакович отказался от её продолжения и никогда не возвращался к этой работе. Оставшийся материал был исполнен в концертной версии Симфоническим оркестром Ленинградской филармонии под управлением Геннадия Рождественского 18 сентября 1978 года. Для придания опере завершённости Рождественский досочинил несколько тактов последней сцены в варианте Шостаковича, а также добавил небольшую сцену, повторяющую в сокращённом виде одну из более ранних сцен.

## Действующие лица
| Действующие лица             | Голоса  | Исполнители на концерте 18 сентября 1978 (Дирижёр Геннадий Рождественский) |
| ---------------------------- | ------- | -------------------------------------------------------------------------- |
| Алексей, слуга               | бас     | Владимир Рыбасенко                                                         |
| Ихарев, игрок                | тенор   | Борис Тархов                                                               |
| Гаврюшка, его слуга          | бас     | Валерий Белых                                                              |
| Кругель, полковник           | тенор   | Николай Курпе                                                              |
| Пётр Петрович Швохнев        | бас     | Ашот Саркисов                                                              |
| Степан Иванович Утешительный | баритон | Ярослав Радивоник                                                          |

## Сюжет
В трактир прибывает карточный игрок Ихарев. Он узнаёт от трактирного слуги Алексея, что кроме него в трактире ещё три постояльца, которые тоже играют в карты, причём недавно обыграли нескольких человек на крупные суммы. Ихарев задумывает обыграть их и отправляется в общую залу, чтобы оценить противников. Тем временем двое из них, Швохнев и Кругель, прокрадываются в его комнату и выпытывают у Гаврюшки, слуги Ихарева, что он недавно выиграл восемьдесят тысяч. Швохнев и Кругель подозревают, что Ихарев шулер, но всё же решают попробовать обыграть его. Оставшись один, Гаврюшка рассуждает, как хорошо жить господам. Возвратившись, Ихарев подкупает Алексея и вручает ему краплёную колоду. Вскоре постояльцы делают визит Ихареву. Побеседовав о важности откровенности в общении, о долге человека перед обществом, о сыре, господа решают сыграть в карты. Ихарев делает распоряжение, и Алексей приносит колоду. Во время игры Швохнев, Кругель и Утешительный убеждаются в шулерском мастерстве Ихарева. Тогда они признаются во всём и предлагают Ихареву объединиться для взаимной выгоды. Ихарев соглашается. После этого игроки обмениваются несколькими историями на шулерскую тематику. В оригинальном варианте опера заканчивается историей Утешительного о помещике Дергунове (соответствует восьмому явлению в тексте комедии). В варианте Рождественского за историей Утешительного следует повторение монолога Гаврюшки в сокращённом виде.

## Художественные особенности
Монолог Гаврюшки аккомпанируется басовой балалайкой соло (на концерте 18 сентября 1978 года партию басовой балалайки исполнял Валерий Судак).